# Parijs-Camembert 2017
De 78e editie van de wielerwedstrijd Parijs-Camembert vond plaats op 11 april 2017. De 109 deelnemers startten in Pont-Audemer en finishten 200 kilometer later in Livarot. De wedstrijd maakte deel uit van de UCI Europe Tour, met de categorie 1.1. De Fransman Nacer Bouhanni won in een massasprint, voor zijn landgenoten Samuel Dumoulin en Kévin Reza.

## Uitslag
| Plaats  | Naam              | Ploeg                         | Tijd     |
| ------- | ----------------- | ----------------------------- | -------- |
| Winnaar | Nacer Bouhanni    | Cofidis                       | 4u43'46" |
| 2       | Samuel Dumoulin   | AG2R La Mondiale              | z.t.     |
| 3       | Kévin Reza        | FDJ                           | z.t.     |
| 4       | Armindo Fonseca   | Fortuneo-Oscaro               | z.t.     |
| 5       | Romain Combaud    | Delko Marseille Provence KTM  | z.t.     |
| 6       | Jérémy Leveau     | Roubaix Lille Métropole       | z.t.     |
| 7       | Laurent Pichon    | Fortuneo-Oscaro               | z.t.     |
| 8       | Damien Touzé      | HP BTP-Auber 93               | z.t.     |
| 9       | Kévin Le Cunff    | HP BTP-Auber 93               | z.t.     |
| 10      | Luca Pacioni      | Androni-Sidermec-Bottecchia   | z.t.     |
| 11      | Kévin Lebreton    | Armée de Terre                | z.t.     |
| 12      | Alo Jakin         | HP BTP-Auber 93               | z.t.     |
| 13      | Garikoitz Bravo   | Euskadi Basque Country-Murias | z.t.     |
| 14      | Marco Minnaard    | Wanty-Groupe Gobert           | z.t.     |
| 15      | Guillaume Martin  | Wanty-Groupe Gobert           | z.t.     |
| 16      | Anthony Maldonado | HP BTP-Auber 93               | z.t.     |
| 17      | Julien El Fares   | Delko Marseille Provence KTM  | z.t.     |
| 18      | Lilian Calmejane  | Direct Energie                | z.t.     |
| 19      | Jens Wallays      | Sport Vlaanderen-Baloise      | z.t.     |
| 20      | Pierre Gouault    | HP BTP-Auber 93               | z.t.     |

1946 · 1947 · 1948 · 1949 · 1950 · 1951 · 1952 · 1953 · 1954 · 1955 · 1956 · 1957 · 1958 · 1959 · 1960 · 1961 · 1962 · 1963 · 1964 · 1965 · 1966 · 1967 · 1968 · 1969 · 1970 · 1971 · 1972 · 1973 · 1974 · 1975 · 1976 · 1977 · 1978 · 1979 · 1980 · 1981 · 1982 · 1983 · 1984 · 1985 · 1986 · 1987 · 1988 · 1989 · 1990 · 1991 · 1992 · 1993 · 1994 · 1995 · 1996 · 1997 · 1998 · 1999 · 2001 · 2002 · 2003 · 2004 · 2005 · 2006 · 2007 · 2008 · 2009 · 2010 · 2011 · 2012 · 2013 · 2014 · 2015 · 2016 · 2017 · 2018 · 2019 · 2020 · 2021 · 2022 · 2023 · 2024 · 2025